# Niels De Pauw
Niels De Pauw (19 januari 1996) is een Belgisch voetballer die bij voorkeur als centrale verdediger speelt. Hij speelt momenteel bij traditieclub KSK Beveren.

## Clubcarrière
Op 5 april 2015 maakte De Pauw zijn opwachting in de Jupiler Pro League onder coach Guido Brepoels in de uitwedstrijd tegen KV Mechelen. Hij speelde de volledige wedstrijd, die met 4–1 verloren werd. Zeven dagen later stond hij opnieuw in de basiself in de thuiswedstrijd tegen KRC Genk.